# Maria Cristina de Espanha
Maria Cristina de Bourbon (Madrid, 12 de dezembro de 1911 – Madrid, 23 de dezembro de 1996) foi uma Infanta da Espanha, filha do rei Afonso XIII e de sua esposa, a princesa Vitória Eugénia de Battenberg. Ela era tia paterna do rei Juan Carlos I de Espanha.

## Início de vida

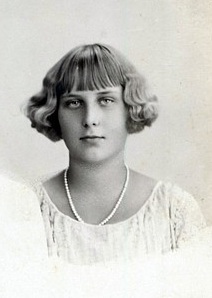
Maria Cristina

A infanta Maria Cristina nasceu a 12 de dezembro de 1911 no Palácio Real de Madrid. Era a quarta filha, segunda menina, do rei Afonso XIII de Espanha e de sua esposa Vitória Eugénia de Battenberg. Sua mãe era filha do príncipe Henrique de Battenberg e da princesa Beatriz do Reino Unido, filha da rainha Vitória do Reino Unido, o que fazia com que Maria Cristina descendesse da família real britânica por parte da mãe. A família real espanhola teve de deixar o país em 1931 após a proclamação da Segunda República Espanhola. Estabeleceram-se primeiro na França e depois na Itália.
Em 1933 o rei Afonso e as suas filhas, as infantas Beatriz e Maria Cristina, mudaram-se para Roma. O rei, cautelosamente prevenido, queria que os seus pretendentes soubessem dos perigos da hemofilia, que tinha afectado dois dos seus filhos varões, Afonso, Príncipe das Astúrias e o infante Gonçalo.

## Casamento
Dona Maria Cristina contraiu um matrimônio morganático com Enrico Marone-Cinzano, 1.º Conde de Marone-Cinzano, filho de Alberto Marone e da sua esposa Paola Cinzano. Enrico era viúvo de Noemí de Alcorta y García-Mansilla e já tinha três filhos, entre eles Alberto, 2.º Conde Marone-Cinzano. A infanta e o conde casaram-se no dia 10 de Junho de 1940 na Basílica de San Camilo de Lelis em Roma. Antes de se casar com Maria Cristina, o rei Vítor Emanuel III da Itália concedeu-lhe o título de Conde de Marone-Cinzano, para que não houvesse tanta diferença no status social. Eles tiveram quatro filhas:
- Vittoria Eugenia (1941);
- Giovanna Paola (1943);
- Maria Teresa (1945);
- Ana Alessandra (1948).